# Shahzia Sikander
Shahzia Sikander (Lahore, 1969) è un'artista pakistana.
Il suo talento si esprime attraverso il disegno, la pittura, l'animazione, le installazioni su grande scala, nelle performance, e nei video a livello internazionale.

## Vita
Ha frequentato il National College of Arts Lahore in Pakistan, dove ha appreso la tecnica tradizionale della pittura in miniatura di tradizione indo-persiana. 
Ha tenuto mostre personali in tutti gli Stati Uniti, Regno Unito, Germania, Irlanda, Australia e Hong Kong : nel 1998 alla Renaissance Society presso l'Università di Chicago.

## Miniature
"Inizialmente quando ho incontrato la pittura in miniatura nella mia tarda adolescenza ho esplorato la tensione tra illustrazione e arte. Sostenere gli aspetti formali della pittura in miniatura indo-persiana è spesso al centro della mia pratica".
Come studentessa universitaria di Lahore, ha studiato tecniche di pittura in miniatura persiana e mughal, integrando le tradizionali forme Mughal (islamica) agli stili della cultura Rajput (indù).
È del 1992, un dipinto manoscritto semi-autobiografico in cui Sikander include sia elementi Sikander.
. I dipinti precedenti comprendono anche elementi Gopi, i pastori femmine e gli amanti della divinità Krishna nella mitologia indù, mentre figure di uomini sono rappresentati come "guerrieri turbante". Il Gopi è ritratto nei primi dipinti in miniatura per "individuare forme visive e simboliche all'interno delle pittura in miniatura aventi il potenziale di generare molteplici significati".

## Lo Spinn
Un utilizzo più significativo di Shahzia Sikander del Gopi può essere osservato da una serie di disegni e in un'animazione digitale elaborata a partire dal 2003, dal titolo Spinn . Nell'animazione i personaggi si moltiplicano, i loro capelli si separano dai loro corpi, creando  forme astratte di sagome composte da capelli. Sikander esplora il rapporto tra il presente ed il passato, tra cui la ricchezza delle identità multiculturali. Integrato con storie personali e sociali, il suo lavoro invita a riflettere su molteplici significati, operanti in uno stato di flusso costante e di transizione.

## Animazione digitale
"Il disegno è un elemento fondamentale del mio processo, uno strumento fondamentale per l'esplorazione. Costruisco la maggior parte del mio lavoro, compresi i modelli di pensiero, attraverso il disegno. Le idee espresse su carta sono spesso messe in moto nelle animazioni video, creando una forma di perturbazione come  mezzo di coinvolgimento. Rimango fedele alla stratificazione per "layer", un concetto esteso in tutta la mia pratica. Per la realizzazione di animazioni video sono tornata all'utilizzo di disegni ad inchiostro sotto forma di crafting di colore e gouache, scansiti e impilati tramite il movimento. La ripartizione della forma in un disegno stazionario dà l'illusione della trasformazione,  tema che mi ha dato molto spazio per sperimentare le immagini attraverso il mio lavoro.” - Shahzia Sikander
Allo stesso modo per i suoi dipinti in miniatura, Sikander si basa sul processo di stratificazione per creare l'animazione digitale. Elementi formali di tecnica, di stratificazione e movimento delle animazioni digitali aiutano a scardinare "la presenza assoluta di contrasti, occidentale-orientale, passato-presente, eccetera, bianco-nero, verde-rosso". L'artista spiega il suo apprezzamento per il processo di stratificazione dell'animazione digitale, che consente alla narrazione di rimanere sospesa e aperta ad una reinterpretazione. Sikander afferma: "Lo scopo è quello di sottolineare, e non necessariamente definire. Trovo questo approccio un modo utile per navigare attraverso il complesso e la moltitudine delle posizioni culturali e socio-politiche, spesso profondamente radicate che ci condizionano ventiquattro ore e giorno, sette giorni su sette".

## Performance e installazioni
"Penso che il contesto e la spazio contino molto. Perché il luogo della mia espressione artistica, è lo spazio in cui il lavoro per esporre. E dal momento che una parte del lavoro che realizzo è creato in loco, richiede un diverso tipo di spazio in contrapposizione ai disegni più piccoli o più orientati verso il soggetto del lavoro. Per questo il contesto diventa importante" . - Shahzia Sikander.
Come artista musulmana donna, Shahzia Sikander spesso ha dovuto sopportare gli stereotipi della sua comunità. Il velo copre i capelli e il collo, simbolo della religione e della femminilità. I dipinti in miniatura di questa artista fanno spesso riferimento al velo, esplorando la sua storia religiosa e l'identità culturale. In una performance, Sikander ha indossato un velo di pizzo elaborato per diverse settimane, mentre documenta la reazione dei suoi coetanei. Ha spiegato che il velo le dava un senso finale di sicurezza, affermando che, "È stato meraviglioso non avere persone che vedevano il mio linguaggio del viso o del corpo, e allo stesso tempo avere il controllo, sapendo che non erano a conoscenza delle mie azioni e del fatto che controllassi le loro reazioni. "
Immagine e storie del tradizionale velo islamico si incontrano attraverso tutte le opere di Sikander. Le sue opere più grandi ricordano una secolare pratica indiana in cui le donne dipingono regolarmente figure su tutte le pareti e pavimenti delle loro case, con "tutto il corpo" attraverso dei movimenti gestuali. L'artista usa disegni di grandi dimensioni come base per le sue installazioni di grandi dimensioni, spesso richiedenti mesi per essere completate. "Nemesis" è un'installazione site-specific situata presso il Museo Tang, dove vengono esposte come dei gioielli dei piccoli quadri da sei a otto pollici con due animazioni.